# Saint-Forgeot
Saint-Forgeot – miejscowość i gmina we Francji, w regionie Burgundia-Franche-Comté, w departamencie Saona i Loara.
Według danych na rok 1990 gminę zamieszkiwało 508 osób, a gęstość zaludnienia wynosiła 32 osoby/km² (wśród 2044 gmin Burgundii Saint-Forgeot plasuje się na 452. miejscu pod względem liczby ludności, natomiast pod względem powierzchni na miejscu 601.).